# フリードリヒ・ヴィルヘルム・フォン・ホーエンツォレルン＝ジグマリンゲン
フリードリヒ・ヴィルヘルム・フォン・ホーエンツォレルン＝ジグマリンゲン（ドイツ語: Friedrich Wilhelm von Hohenzollern-Sigmaringen、1924年2月3日 - 2010年9月16日）は、ホーエンツォレルン＝ジグマリンゲン侯家の子孫。1965年から2010年までホーエンツォレルン侯家の家長であった。

## 生涯
1924年2月3日、ホーエンツォレルン侯家家長フリードリヒとその妻であったザクセン王女マルガレーテ（フリードリヒ・アウグスト3世の次女）の間に長男（第4子）としてウムキルヒのウムキルヒ城（現在のバーデン＝ヴュルテンベルク州ブライスガウ＝ホッホシュヴァルツヴァルト郡）で生まれた。フライブルクで教育を受け、経営学の学士号を得た。1944年から翌1945年にかけてゲシュタポによって一家は強制収容され、この間居城のジグマリンゲン城は連合国軍に追われたフィリップ・ペタンらヴィシー政権のメンバーによって使用された。
ライニンゲン侯女マルガリータ（1932年 - 1996年）と1951年1月5日にジグマリンゲンで民事婚を、2月3日にアモールバッハで宗教婚を挙げ、間に3男を儲けた。
- カール・フリードリヒ（英語版）（1952年 - ） - ホーエンツォレルン侯家家長
- アルブレヒト（1954年 - ）
- フェルディナント（英語版）（1960年 - ）

1965年2月6日に父が歿すると、ホーエンツォレルン侯家の家長となった。
2010年9月16日、逝去。86歳没。長男のカール・フリードリヒがホーエンツォレルン侯家家長の座を継承した。

## 脚註
1. ↑  Friedrich Wilhelm Fürst von Hohenzollern ist tot Schwäbische Zeitung 2010-9-16